# Холандија на Светском првенству у атлетици на отвореном 2022.
Холандија је на 18. Светском првенству у атлетици на отвореном 2022. одржаном у Јуџину од 15. до 25. јула учествовала осамнаести пут, односно учествовала је на свим првенствима до данас. Репрезентацију Холандије представљало је 33 такмичара (15 мушкараца и 18 жена) који су се такмичили у 19 дисциплина (8 мушких, 10 женских и 1 мешовита).,
На овом првенству Холандија је по броју освојених медаља заузела 30. место са 4 медаље (3 сребрне и 1 бронзана). У табели успешности према броју и пласману такмичара који су учествовали у финалним такмичењима (првих 8 такмичара) Холандија је са 9 учесника у финалу делила 9. место са 47 бодова.
| Плас. | Земља     | 1. место | 2. место | 3. место | 4. место | 5. место | 6. место | 7. место | 8. место | Бр. финал. | Бод. |
| ----- | --------- | -------- | -------- | -------- | -------- | -------- | -------- | -------- | -------- | ---------- | ---- |
| =9.   | Холандија | 0        | 3        | 1        | 3        | 0        | 1        | 1        | 0        | 9          | 47   |

## Учесници
| Мушкарци: - Лимарвин Боневасија — 400 м, 4х400 м (м+ж) - Тони вон Дипен — 800 м, 4х400 м (м+ж) - Abdi Nageeye — Маратон - Ник Смидт — 400 м препоне, 4 × 400 м - Рамсеј Ангела — 400 м препоне - Хенсли Паулина — 4 × 100 м - Тајмир Бурнет — 4 × 100 м - Јорис ван Гол — 4 × 100 м - Рафаел Боују — 4 × 100 м - Isayah Boers — 4 × 400 м - Теренс Агард — 4 × 400 м - Патрик Шорм — 4 × 400 м - Мено Влон — Скок мотком - Рутгер Копелар — Скок мотком - Данзел Коменентиа — Бацање кладива | Жене: - Лике Клавер — 400 м, 4 × 400 м, 4х400 м (м+ж) - Евелин Салберг — 400 м, 4х400 м (м+ж) - Сифан Хасан — 5.000 м, 10.000 м - Морин Костер — 5.000 м - Надин Висер — 100 м препоне - Зу Седнеј — 100 м препоне, 4 × 100 м - Фемке Бол — 400 м препоне, 4 × 400 м, 4х400 м (м+ж) - Андреа Боума — 4 × 100 м - Minke Bisschops — 4 × 100 м - Наоми Седнеј — 4 × 100 м - Ханеке Остервегел — 4 × 400 м - Cathelijn Peeters — 4 × 400 м - Јесика Схинтер — Бацање кугле - Јоринде ван Клинкен — Бацање кугле - Benthe König — Бацање кугле - Јоринде ван Клинкен — Бацање диска - Аноук Ветер — Седмобој - Ема Остервегел — Седмобој |

## Освајачи медаља (4)

### Сребро (3)
- Фемке Бол — 400 м препоне
- Анаук Ветер — Седмобој
- Лимарвин Боневасија (м), Лике Клавер (ж) 
 Тони вон Дипен (м), Фемке Бол (ж) — штафета 4 × 400 м

### Бронза (1)
- Јесика Схинтер — Бацање кугле

## Резултати

### Мушкарци
| Атлетичар                                               | Дисциплина     | Лични рекорд | Квалификације     | Квалификације | Полуфинале           | Полуфинале           | Финале                | Финале            | Детаљи |
| Атлетичар                                               | Дисциплина     | Лични рекорд | Резултат          | Место         | Резултат             | Место                | Резултат              | Место             | Детаљи |
| ------------------------------------------------------- | -------------- | ------------ | ----------------- | ------------- | -------------------- | -------------------- | --------------------- | ----------------- | ------ |
| Лимарвин Боневасија                                     | 400 м          | 44,48 НР     | 45,82 (.815) КВ   | 2. у гр. 6    | 45,50                | 6. у гр. 3           | Нису се квалификовали | 15 / 41           |        |
| Тони вон Дипен                                          | 800 м          | 1:44,14      | 1:46,59 (.583) КВ | 2. у гр. 4    | 1:46,70 (.700)       | 6. у гр. 1           | Нису се квалификовали | 20 / 42 (45)      |        |
| Abdi Nageeye                                            | Маратон        | 2:11:18      |                   |               |                      |                      | Није завршио трку     | Није завршио трку |        |
| Ник Смидт                                               | 400 м препоне  | 49,12        | 49,80 КВ          | 4. у гр. 2    | 49,56                | 5. у гр. 3           | Нису се квалификовали | 15 / 35 (37)      |        |
| Рамсеј Ангела                                           | 400 м препоне  | 49,07        | 49,20 КВ          | 2. у гр. 5    | 49,77                | 4. у гр. 1           | Нису се квалификовали | 17 / 35 (37)      |        |
| Хенсли Паулина Тајмир Бурнет Јорис ван Гол Рафаел Боују | 4 х 100 м      | 37,99 НР     | 39,07             | 6. у гр. 1    |                      |                      | Нису се квалификовали | 13 / 13 (16)      |        |
| Isayah Boers Теренс Агард Патрик Шорм Ник Смидт         | 4 х 400 м      | 2:57,18 НР   | 3:03,14 НРС       | 5. у гр. 1    | 9 / 13 (15)          |                      | Нису се квалификовали |                   |        |
| Мено Влон                                               | Скок мотком    | 5,85 НР      | 5,75              | 6. у гр. Б    | Без исправог скока   | Без исправог скока   |                       |                   |        |
| Рутгер Копелар                                          | Скок мотком    | 5,80         | 5,65              | 7. у гр. А    | Није се квалификовао | 13 / 28 (32)         |                       |                   |        |
| Данзел Коменентиа                                       | Бацање кладива | 76,80 НР     | Без пласмана      | Без пласмана  | Није се квалификовао | Није се квалификовао |                       |                   |        |

### Жене
| Атлетичарка                                               | Дисциплина    | Лични рекорд | Квалификације    | Квалификације    | Полуфинале            | Полуфинале            | Финале                | Финале       | Детаљи |
| Атлетичарка                                               | Дисциплина    | Лични рекорд | Резултат         | Место            | Резултат              | Место                 | Резултат              | Место        | Детаљи |
| --------------------------------------------------------- | ------------- | ------------ | ---------------- | ---------------- | --------------------- | --------------------- | --------------------- | ------------ | ------ |
| Лике Клавер                                               | 400 м         | 50,80        | 50,24 КВ, НР, ЛР | 3. у гр. 2       | 50,18 КВ, НР, ЛР      | 2. у гр. 2            | 50,33                 | 4 / 43       |        |
| Евелин Салберг                                            | 400 м         | 51,22        | 52,59            | 7. у гр. 3       | Није се квалификовала | Није се квалификовала | Није се квалификовала | 32 / 43      |        |
| Сифан Хасан                                               | 5.000 м       | 14:22,12 НР  | 14:52,89 КВ, ЛРС | 3. у гр. 2       |                       |                       | 14:48,12 ЛРС          | 6 / 35 (37)  |        |
| Морин Костер                                              | 5.000 м       | 15:00,64     | 15:18,17         | 9. у гр. 1       | Није се квалификовала | 21 / 35 (37)          |                       |              |        |
| Сифан Хасан                                               | 10.000 м      | 29:06,82 НР  |                  |                  |                       |                       | 30:10,56 ЛРС          | 4 / 19 (20)  |        |
| Надин Висер                                               | 100 м препоне | 12,51 НР     | 12,76 КВ         | 2. у гр. 4       | 12,66 (.659)          | 3. у гр. 3            | Није се квалификовала | 12 / 38 (42) |        |
| Зу Седнеј                                                 | 100 м препоне | 12,83        | 13,38            | 6. у гр. 2       | Није се квалификовала | Није се квалификовала | Није се квалификовала | 34 / 38 (42) |        |
| Фемке Бол                                                 | 400 м препоне | 52,03 НР     | 53,90 КВ         | 1. у гр. 3       | 52,84 КВ              | 1. у гр. 2            | 52,27 =ЛРС            |              |        |
| Андреа Боума Зу Седнеј Minke Bisschops Наоми Седнеј       | 4 х 100 м     | 42,04 НР     | 43,46 (.458)     | 6. у гр. 2       |                       |                       | Нису се квалификовале | 13 / 16      |        |
| Ханеке Остервегел Лике Клавер Cathelijn Peeters Фемке Бол | 4 х 400 м     | 3:23,74 НР   | Дисквалификоване | Дисквалификоване | Нису се квалификовале | Нису се квалификовале |                       |              |        |
| Јесика Схинтер                                            | Бацање кугле  | 19,68 НР     | 19,16 КВ         | 3. у гр Б        | 19,77 НР, ЛР          |                       |                       |              |        |
| Јоринде ван Клинкен                                       | Бацање кугле  | 18,75        | 18,19            | 8. у гр А        | Нису се квалификовале | 16 / 29               |                       |              |        |
| Benthe König                                              | Бацање кугле  | 18,09        | 17,51            | 11. у гр А       | Нису се квалификовале | 20 / 29               |                       |              |        |
| Јоринде ван Клинкен                                       | Бацање диска  | 70,22        | 65,66 КВ, ЛРС    | 1. у гр. Б       | 64,97                 | 4 / 30                |                       |              |        |

#### Седмобој
| Дисциплина    | Анаук Ветер | Анаук Ветер | Анаук Ветер | Анаук Ветер | Анаук Ветер  | Анаук Ветер |
| Дисциплина    | Лич. рек.   | Резултат    | Бод.        | Плас.       | Укупно       | Плас.       |
| ------------- | ----------- | ----------- | ----------- | ----------- | ------------ | ----------- |
| 100 м препоне | 13,09       | 13,30       | 1.080       | 7.          | 1.080        | 7.          |
| Скок увис     | 1,81        | 1,80 ЛРС    | 978         | 7.          | 2.058        | 7.          |
| Бацање кугле  | 16,00       | 16,25 ЛР    | 945         | 1.          | 3.003        | 2.          |
| 200 м         | 23,65       | 23,73 ЛРС   | 1.007       | 3.          | 4.010        | 2.          |
| Скок удаљ     | 6,49        | 6,52 ЛР     | 1.014       | 3.          | 5.024        | 2.          |
| Бацање копља  | 59,81       | 58,29       | 1.021       | 1.          | 6.045        | 1.          |
| 800 м         | 2:17,71     | 2:20,09 ЛРС | 822         | 11.         | 6.867        | 2.          |
| Седмобој      | 6.693 НР    |             |             |             | 6.867 НР, ЛР |             |

| Дисциплина    | Ема Остервегел | Ема Остервегел | Ема Остервегел | Ема Остервегел | Ема Остервегел | Ема Остервегел |
| Дисциплина    | Лич. рек.      | Резултат       | Бод.           | Плас.          | Укупно         | Плас.          |
| ------------- | -------------- | -------------- | -------------- | -------------- | -------------- | -------------- |
| 100 м препоне | 13,36          | 13,44 ЛРС      | 1.059          | 8.             | 1.059          | 8.             |
| Скок увис     | 1,80           | 1,77 =ЛРС      | 941            | 10.            | 2.000          | 9.             |
| Бацање кугле  | 14,45          | 14,40          | 821            | 4.             | 2.743          | 6.             |
| 200 м         | 24,25          | 24,43 ЛРС      | 940            | 10.            | 3.761          | 7.             |
| Скок удаљ     | 6,40           | 5,95           | 834            | 10.            | 4.595          | 8.             |
| Бацање копља  | 54,60          | 54,03 ЛРС      | 938            | 2.             | 5.533          | 7.             |
| 800 м         | 2:11,09        | 2:13,97 ЛРС    | 907            | 6.             | 6.440          | 7.             |
| Седмобој      | 6.590          |                |                |                | 6.440 ЛРС      | 7 / 12 (16)    |

### Мешовито
| Атлетичари                                                                                  | Дисциплина | Лични рекорд | Квалификације | Квалификације | Полуфинале | Полуфинале | Финале     | Финале | Детаљи |
| Атлетичари                                                                                  | Дисциплина | Лични рекорд | Резултат      | Место         | Резултат   | Место      | Резултат   | Место  | Детаљи |
| ------------------------------------------------------------------------------------------- | ---------- | ------------ | ------------- | ------------- | ---------- | ---------- | ---------- | ------ | ------ |
| Лимарвин Боневасија (м) Лике Клавер (ж) Тони вон Дипен (м) Фемке Бол (ж) Евелин Салберг (ж) | 4 х 400 м  | 3:10,36 НР   | 3:12,63 НРС   | 2. у гр. 1    |            |            | 3:09,90 НР |        |        |